# 恵妙
恵妙（えみょう、生年不明 - 天武天皇9年11月17日（680年12月13日））は、飛鳥時代の学僧。慧妙とも記す。

## 経歴
『本朝高僧伝』によれば、推古朝の末年に渡海し、吉蔵に師事し、その後法興寺に住したそうである。
大化元年（645年）8月、十師の制が設置された時、福亮・恵雲・霊雲・旻・道登・恵至らとともにその一員に選ばれている。彼の場合、加えて百済大寺（大安寺の前身）の寺主にも任命されている。 白雉2年（651年）春三月、前年より取りかかっていた丈六の繍像（ぬいものほとけ）など36体の仏像が完成したので、皇御母尊（すめらみおやのみこと）は彼らを招請して、斎会を催している。
天武天皇9年（680年）の病気のおり、天皇から派遣された草壁皇子の見舞いを受けている。おりしもその日は月蝕の日であった。その翌日、薨去。天皇は3人の皇子を派遣し、弔問させた。 